# Rainbow Bridge (Tokio)
Rainbow Bridge (japonsky: レインボーブリッジ, Reinbó-buridždži; česky: Duhový most) je visutý most klenoucí se přes severní část Tokijského zálivu mezi přístavištěm Šibaura a Odaibu v tokijské čtvrti Minato. Dokončen byl v roce 1993.
Hlavní část mostu má délku 798 metrů, přičemž nejdelší, prostřední pole má 570 metrů a dva krajní pole po 114 metrech.

## Ve filmu
Most bylo možné vidět například ve filmu z roku 2003 Ztraceno v překladu nebo ve filmu Kill Bill v části, kde O-Ren Ishii a její gang přijíždějí k závěrečnému souboji do Domu modrých listů.

## Galerie

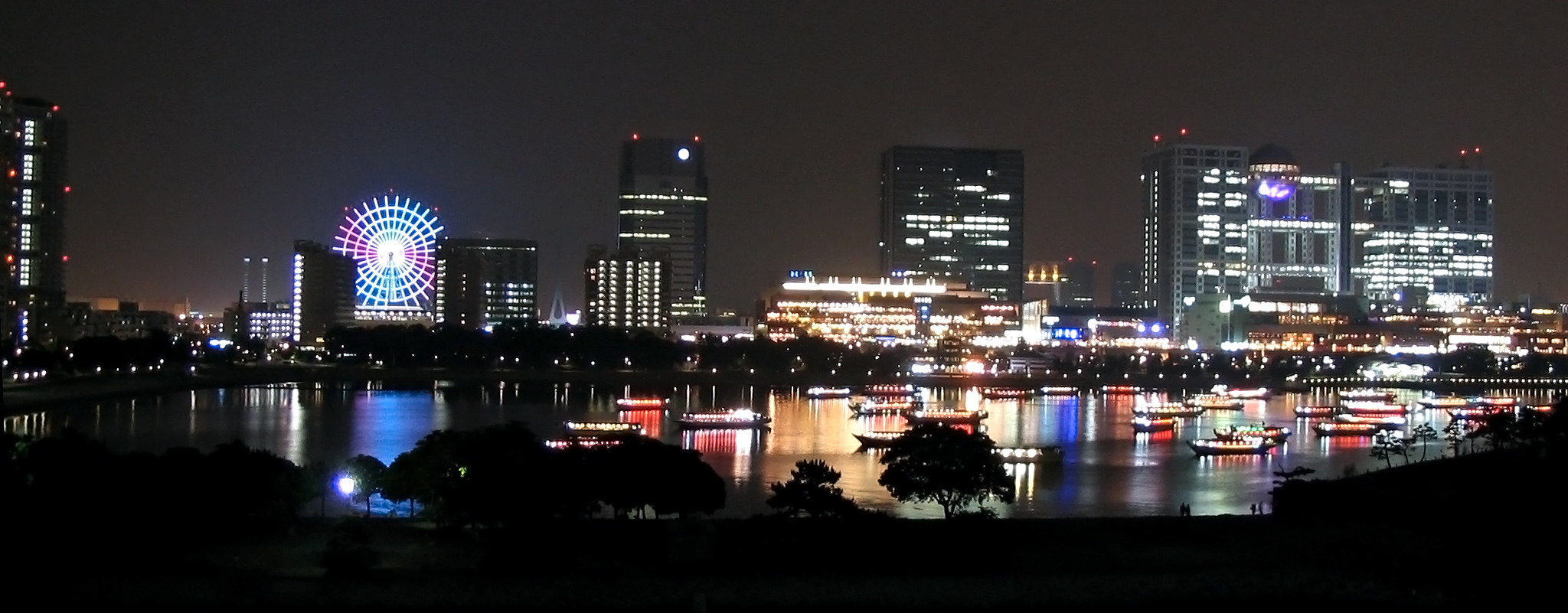
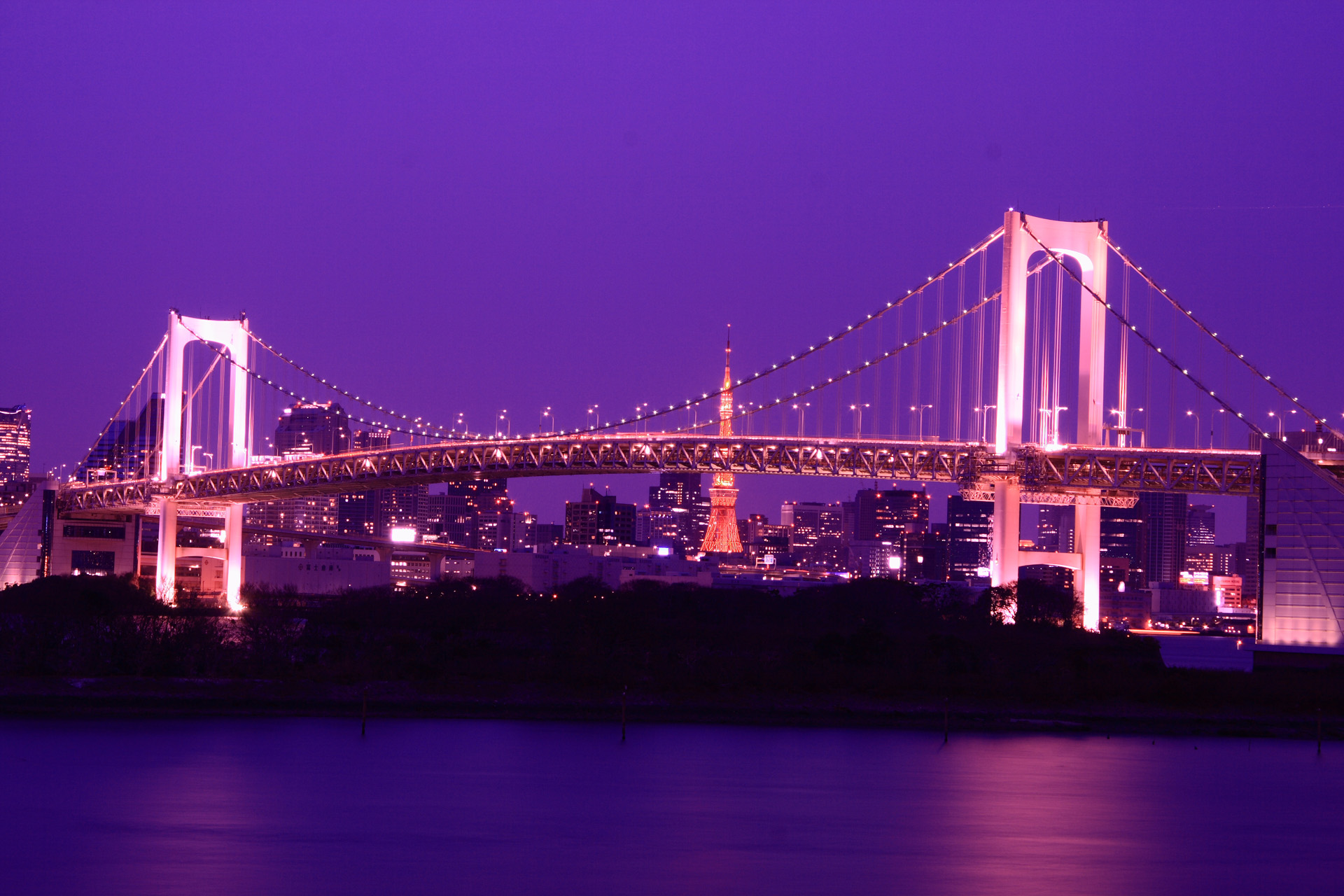
Most po západu slunce.
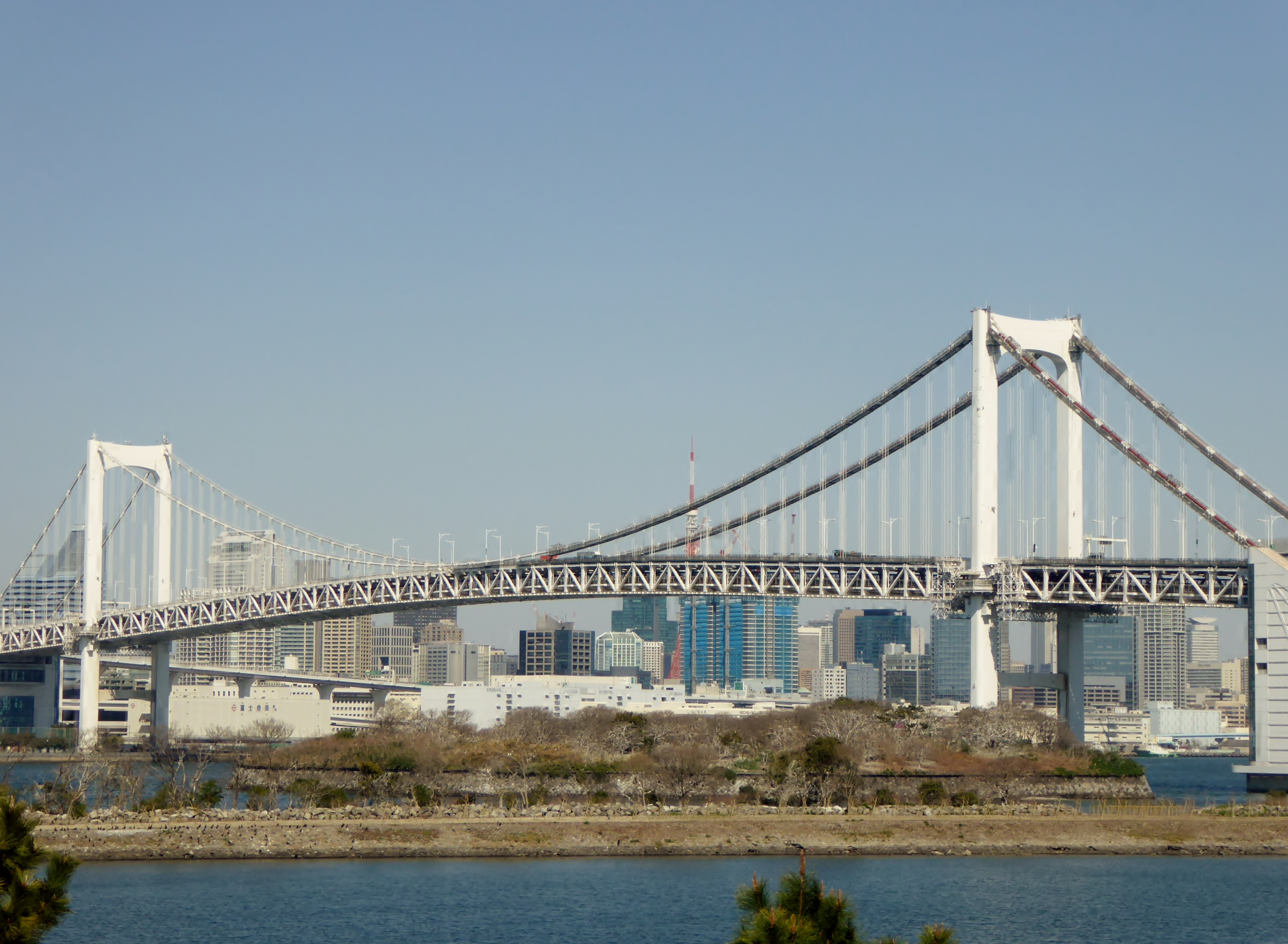
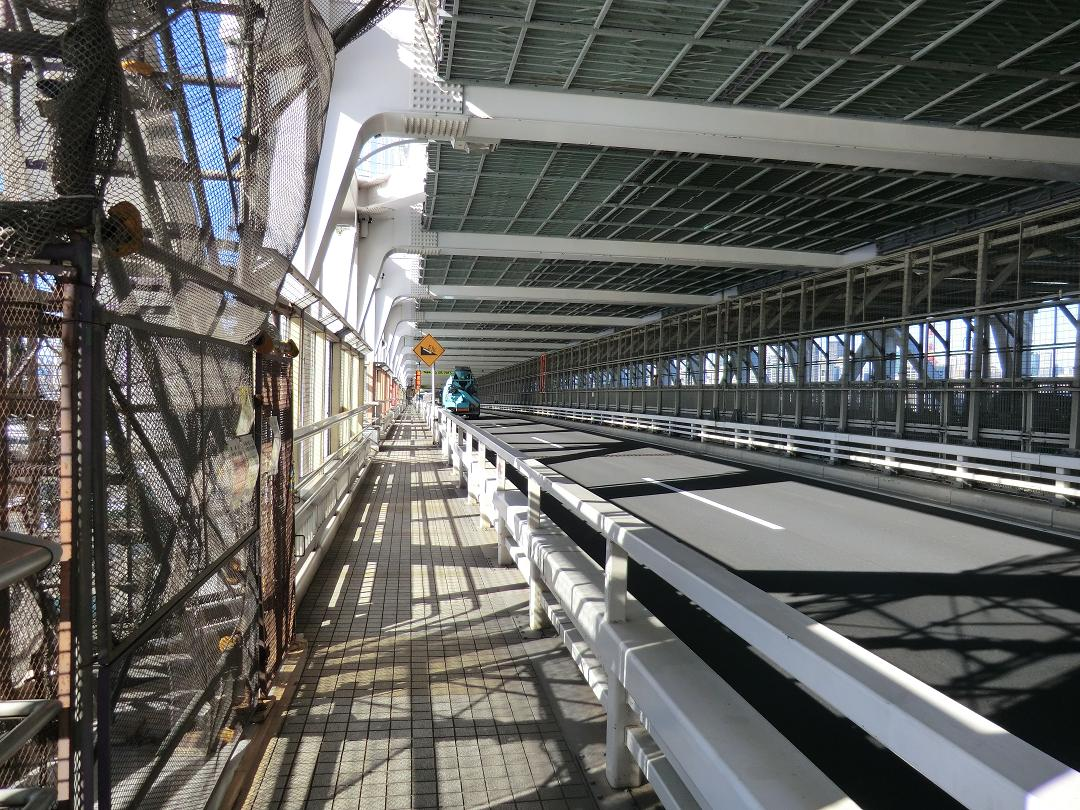
Pohled na cestu pro chodce.
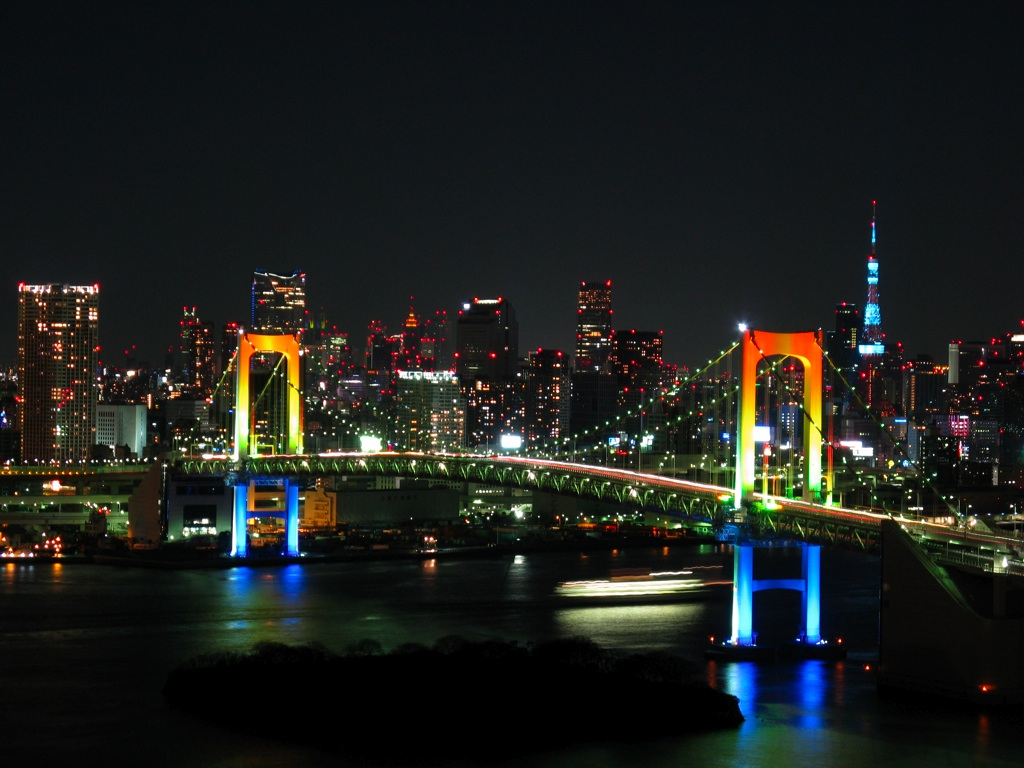